# متدثرة دجاجية
متدثرة دجاجية (الاسم العلمي: Chlamydia gallinacea) هي نوع من البكتيريا يتبع جنس المتدثرة من الفصيلة المتدثرية.